# ريتشارد كولبيرن
ريتشارد كولبيرن (بالإنجليزية: Richard Colburn)‏ هو طبال وموسيقي بريطاني، ولد في 25 يوليو 1970 في بيرث في المملكة المتحدة.

## وصلات خارجية
- ريتشارد كولبيرن على موقع ميوزك برينز (الإنجليزية)
- ريتشارد كولبيرن على موقع أول ميوزيك (الإنجليزية)
- ريتشارد كولبيرن على موقع ديسكوغز (الإنجليزية)